# Emilio Rodríguez
Emilio Rodríguez Barros, född den 28 november 1923 i Ponteareas, död den 21 februari 1984 på samma plats, var en spansk landsvägscyklist som var professionell från 1945 till 1958. Hans främsta merit var totalsegern i Vuelta a España 1950. Samma år vann han även Vueltans bergspristävling, vilket han också gjort 1946 och 1947, samt blev spansk mästare på landsväg. Två totalsegrar i Volta a Catalunya 1947 och 1948 bör också nämnas.
Emilio Rodríguez hade tre bröder som också cyklade professionellt: Delio (som vann Vuelta a España 1945), Manolo (som blev tvåa i Vueltan samma år Emilio själv vann) och Pastor.

## Meriter
| 1943 7:a totalt i Circuito Castilla-Leon-Asturias 1945 2:a totalt i Volta a Galicia Vinnare av etapperna 1, 2a, 3a, 3b och 5a 4:a totalt i Circuito del Norte 1946 Vinnare totalt av Vuelta a Castilla y León Vinnare av etapp 1b Vinnare totalt av Volta a Galicia 8:a totalt i Vuelta a España Vinnare av bergspristävlingen 1947 Vinnare totalt av Volta a Catalunya Vinnare av etapp 2 Vinnare totalt av Vuelta a Asturias Vinnare totalt av Volta a Galicia Vinnare av etapperna 1, 2, 3, 4 och 7 3:a i Subida a Arantzazu 3:a i Circuito de Getxo 4:a totalt i Vuelta a España Vinnare av bergspristävlingen Vinnare av etapp 2 10:a totalt i Vuelta a Burgos Vinnare av etapp 1 1948 Vinnare totalt av Volta a Catalunya Vinnare av etapp 4 Vinnare totalt av Vuelta a Levante Vinnare av etapperna 4 och 5 2:a totalt i Vuelta a España 2:a totalt i Volta a Portugal 8:a totalt i GP Marca Vinnare av etapp 3 1949 Vinnare totalt av Gran Premio Cataluña Vinnare av etapp 1a 2:a i Trofeo Masferrer 3:a i Subida a Arrate 6:a i GP Pascuas | 1950 Vinnare totalt av Vuelta a España Vinnare av bergspristävlingen Vinnare av etapperna 3, 6, 7 och 22 8:a i Subida a Arantzazu 10:a totalt i Volta a Portugal 1951 2:a totalt i Vuelta a Castilla 3:a totalt i Volta a Portugal 6:a i Trofeo Masferrer 9:a i Subida a Arantzazu 10:a i GP Pascuas 1952 2:a totalt i Volta a Portugal Vinnare av etapp 2 1953 3:a totalt i GP Ayutamiento de Bilbao 5:a totalt i Volta a Catalunya 1954 Spansk mästare i linjelopp 3:a totalt i Vuelta a Pontevedra 4:a totalt i Eibarko Bizikleta 8:a totalt i Vuelta a Aragón 9:a totalt i Volta a Catalunya 1955 Vinnare totalt av Volta a Galicia 3:a totalt i Volta a Catalunya 3:a i Clasica a los Puertos 3:a i GP Pascuas 4:a totalt i GP Ayutamiento de Bilbao 5:a totalt i Vuelta a Asturias Vinnare av etapp 1 6:a i Trofeo Jaumendreu 7:a i linjelopp vid Spanska mästerskapen 7:a totalt i Eibarko Bizikleta 1956 7:a i GP Pascuas 1957 7:a totalt i Vuelta a Asturias |